# Antun (zagrebački biskup)
Antun, osamnaesti zagrebački biskup, nasljednik Timoteja.

## Životopis
Za biskupa je izabran 1287. godine, poslije Timotejeve smrti. Prije toga je obnašao službu prepozita Stolnobiogradskog kaptola. Na zagrebačkoj biskupskoj stolici bio je šest mjeseci. Dne 6. listopada 1287. godine rješava spor između zagrebačkog biskupa i Kaptola. Na traženje kanonika dopustio je podjeljivanja prebenda i imenovanja prebendara, pod uvjetima da su te osobe zaređene za svećenika.